# Smojphace EP
Smojphace EP è un EP del musicista Richard D. James pubblicato nel 2003 dalla MEN Records con lo pseudonimo AFX.
La MEN Records è una sub-etichetta della Rephlex Records. L'EP è stato pubblicato in formato vinile 12 pollici e in formato CD. Entrambi i lati del CD e le etichette della versione in vinile si presentano in colore completamente nero, senza titoli né annotazioni.

## Tracce
Lato A
1. Run the Place Red (AFX Mix) - 5:06

Lato B
1. KTPA1 - 7:29
2. KTPA2 - 3:38